# Laufen Vorstadt

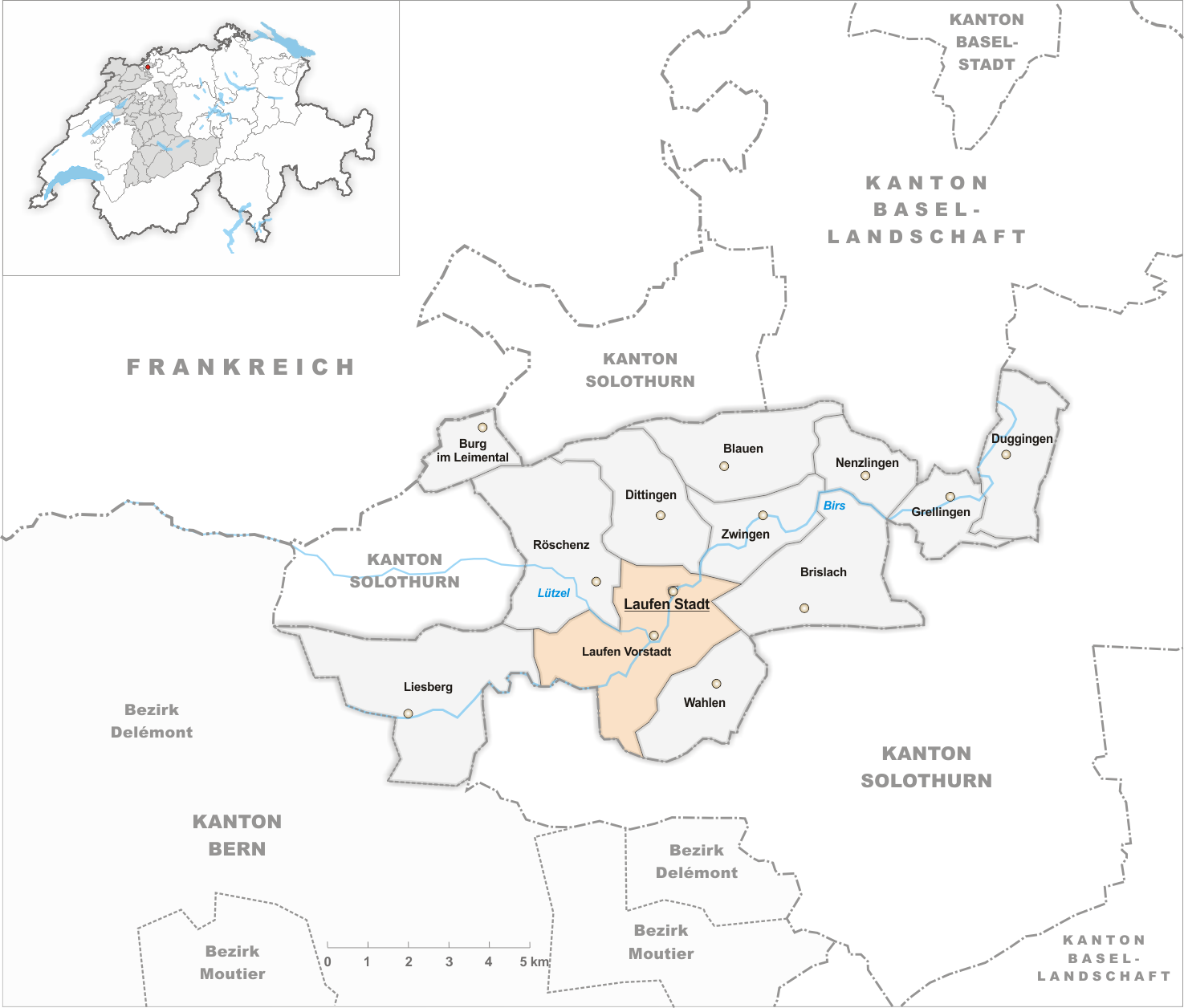
Gemeindestand vor der Fusion am 1. Januar 1852

Laufen Vorstadt war eine selbstständige politische Gemeinde im Kanton Bern (ab 1994 Kanton Basel-Landschaft), im Bezirk Laufen in der Schweiz. 1852 fusionierte Laufen Vorstadt zusammen mit Laufen Stadt zur neuen Gemeinde Laufen.